# Cristhian Altamirano
Cristhian Josué Altamirano Metzgen (ur. 26 listopada 1989 w San Pedro Sula) – honduraski piłkarz występujący na pozycji pomocnika, zawodnik Olancho FC. Reprezentant Hondurasu.

## Życiorys

### Kariera klubowa
Cristhian Altamirano rozpoczął swoją karierę piłkarską w honduraskim klubie Deportes Savio z Liga Nacional de Fútbol Profesional de Honduras. 19 maja 2009 poinformowano o przeniesieniu Altamirano do CD Olimpia. W latach 2010–2011 był zawodnikiem CDS Vida. 1 lipca 2011 podpisał kontrakt z CD Marathón, z którym w następnym roku zakwalifikował się do Ligi Mistrzów CONCACAF 2012-13. W 2014 znalazł się ponownie w CDS Vida. 1 lipca 2014 podpisał umowę z drużyną Platense FC, gdzie rozegrał 19 meczów ligowych i strzelił 2 gole. Rok później trafił do klubu CD Real Sociedad. 31 maja 2016 został piłkarzem Real CD España. W 2018 ponownie był graczem honduraskiego klubu Platense FC.
18 grudnia 2018 amerykański klub FC Tulsa z USL Championship poinformował o podpisaniu kontraktu z 29-letnim pomocnikiem Cristhianem Altamirano.

### Kariera reprezentacyjna
13 stycznia 2017 na stadionie Estadio Rommel Fernández (Panama, Panama) zadebiutował w reprezentacji Hondurasu podczas Copa Centroamericana 2017 w wygranym 2:1 meczu przeciwko reprezentacji Nikaragui. Wystąpił w 6 meczach.

## Sukcesy

### Klubowe
CD Olimpia
- Zwycięzca Liga Nacional de Fútbol Profesional de Honduras: 2010

Platense FC
- Zdobywca Pucharu Hondurasu: 2018

### Reprezentacyjne
Honduras
- Zdobywca Copa Centroamericana: 2017